# Język gan
Język gan (chiń. upr. 赣语; chiń. trad. 贛語; pinyin Gànyǔ) – jeden z głównych języków chińskich używanych powszechnie w Chinach. Jest używany głównie w środkowej części prowincji Jiangxi, a także w prowincjach Hunan, Hubei, Anhui i Fujian. Nazwa języka pochodzi od skróconej nazwy prowincji Jiangxi, przez którą płynie rzeka Gan.
Do jego dialektów należy dialekt nanchang.